# Стефан Аскенасе
Стефан Аскенасе (нар. 10 липня 1896, Львів — 18 жовтня 1985 Бонн) — польсько-бельгійський піаніст і педагог єврейського походження.

## Біографія

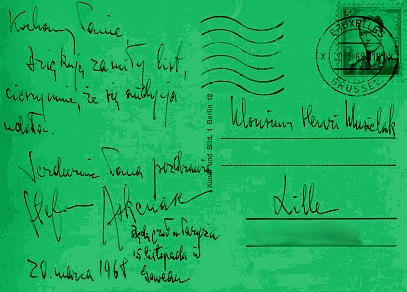
Листівка, написана від руки Стефан Аскенасе

Стефан Аскенасе був родом зі Львова. Освіту здобув у Гімназії ім. Франца Йосифа у Львові. Він почав вчитися грі на фортепіано зі своєю матір'ю, піаністкою (ученицею Кароля Мікулі, який сам був учнем Шопена). Потім навчався у Ксавері Захар'ясевича (учня Франца Моцарта і Кароля Мікулі) та у Теодора Поллака. У 1913 році Аскенасе поїхав до Відня, щоб продовжити навчання у Віденській музичній консерваторії у Еміля фон Зауера, учня Ліста. Він дебютував у 1919 році у Відні, а потім у 1920 році у Варшавській філармонії, виконавши фортепіанний концерт Шумана ля мінор, концерт Брамса сі-бемоль мажор і концерт Шопена фа мінор. Концерти закінчувалися бурхливими оваціями. Він виступав у країнах по всьому світу. У 1930-х роках читав лекції в музичних консерваторіях Роттердама та Брюсселя (1954—1961).
У 1950 році отримав бельгійське громадянство. У 1950-1960-х роках він записав кілька альбомів Шопена для Deutsche Grammophon. Стефан був членом журі 5-го конкурсу імені Шопена в 1955 році та 6-го конкурсу в 1960 році. До старості давав концерти, і відсвяткував своє 85-річчя з концертами по всій Європі. Його цінували за видатні інтерпретації Скарлатті, Баха, Бетховена, Шопена, Йоганнеса Брамса, Шуберта, Шумана та Альбеніса.
Серед його учнів Марта Аргеріх, Анджей Чайковський та Міцуко Учіда.
Протягом багатьох років Аскенасе жив у Брюсселі, наприкінці 1960-х оселився в Західній Німеччині, неподалік Бонна в містечку Роландсек, живучи у будівлі вокзалу, призначеної для знесення.

## Виноски
1. 1 2  Deutsche Nationalbibliothek Record #129981877 // Gemeinsame Normdatei — 2012—2016.
2. 1 2  Bibliothèque nationale de France BNF: платформа відкритих даних — 2011.
3. 1 2  Wiadomości o lwowianach, Lwowie i Małopolsce Wschodniej. Biuletyn. Koło Lwowian w Londynie. Nr 2 (17): 66. Grudzień 1969. {{cite journal}}: |volume= має зайвий текст (довідка)
4. ↑  Stefan Askenase – biography. Biblioteka Narodowa (англ.).